# Zoo (bande dessinée)
Pour les articles homonymes, voir Zoo.
Zoo est une bande dessinée de Frank et Philippe Bonifay. Cette série comporte trois tomes publiés chez Dupuis dans la collection Aire libre.

## Synopsis
À la suite d'un héritage, Célestin de Chateaudouble, médecin de métier, décide de créer son zoo en Normandie. Accompagné de sa fille adoptive Manon et de Buggy, un artiste en quête d'inspiration, la vie que mène ce petit groupe, reclus dans une vaste propriété, est présentée. La petite vie va bon train avec son lot de rencontres, dont Anna qui va redonner un coup de souffle au groupe. Mais les coûts élevés du Zoo des Roches obligent Célestin à redoubler d'efforts en tant que médecin ainsi que Buggy à se séparer de quelques-unes de ses œuvres. Enfin, en 1914, le début de la guerre mondiale va donner un tournant dans la vie routinière de ce petit coin de paradis...

## Analyse
Mêlant des dessins oniriques et des couleurs adoucies à la réalité sinistre du monde des années 1910, Zoo transporte le lecteur dans un univers en marge du monde, lorsqu'on évolue dans l'enceinte du zoo, et nous ramène en plein cœur de l'humanité, lorsque l'on sort de ce clos. Frank et Philippe Bonifay effectuent une œuvre croisant rapports humains et drame de l'humanité.

## Personnages

### Personnages principaux
- Manon : Métisse, elle est la fille adoptive de Célestin. Ses parents sont morts quand elle avait quatre ans, et Célestin l'avait adoptée. Toujours souriante, Manon est une jeune femme insouciante et espiègle qui aime la vie. On ne connaît pas son âge, mais sa relation amoureuse avec Buggy montre qu'elle est sortie de l'adolescence. Elle ne vit que pour le zoo, elle ne connaît que ça du monde d'ailleurs, dans lequel elle passe la totalité de son temps à s'occuper des animaux qui y sont hébergés.

- Célestin : Docteur en médecine et passionné par les animaux, il hérite d'une grosse fortune ainsi que d'un terrain parsemé de nombreuses bâtisses sur lequel il décide de créer un zoo. C'est un homme d'une extrême générosité, qui est prêt à se sacrifier pour les autres (il en fait la preuve tout au long des tomes). Il est rattrapé par la guerre, il ne supporte pas de rester inactif dans son petit paradis alors que les hommes souffrent. Signe de son dévouement aux Hommes, il décide de faire la guerre en tant que médecin militaire.

- Buggy : Un artiste, dessinateur mais principalement sculpteur. Il a été accueilli par Célestin lorsque ce dernier a créé son zoo. Jeune homme fougueux et talentueux, il s'est laissé séduire par le charme des lieux ainsi que par les possibilités artistiques qu'ils procurent. Il est vite devenu un résident à part entière du zoo. Au fil des ans, il a recouvert l'espace du zoo d'un grand nombre de sculptures représentant les différentes races d'animaux le zoo. La passion secrète de Buggy est de faire des sculptures de la jeune Manon qu'il cache dans son atelier. C'est sans doute pour cela qu'ils sont devenus très proches Manon et lui.

- Anna : Elle est originaire des steppes russes. À la suite d'une rixe entre son mari et le reste du village, ce dernier fut tué et Anna perdit son nez à cause d'un coup de crosse de fusil. Elle fut recueillie par la famille de Piotr, des tziganes. Elle fut, elle aussi, recueillie par Célestin qui lui a fait une place dans son domaine. Elle tient le rôle de cuisinière, de femme de ménage et d'économe de la petite communauté. Elle finit par se libérer de son traumatisme grâce à la gentillesse de Célestin et à la joie de vivre de Manon.

### Personnages secondaires
- Piotr : Il rencontre Célestin en difficulté avec un chargement pour le zoo. Il propose son aide et c'est ainsi qu'il entre dans la vie du zoo. Piotr est tzigane, il voyage en roulotte avec sa compagne, sa mère et la fameuse Anna.

- Félicien : Prêtre ou curé du village, il apparaît régulièrement au long des tomes de Zoo, c'est une personnalité importante dans les villages à l'époque.

- George : C'est un député ami de Célestin. Il aide son ami dans son projet de zoo et est toujours présent lorsque les choses tournent mal.

## Albums
- Zoo, Dupuis, coll. « Aire libre » :

1. Tome 1, 1994  (ISBN 978-2-8001-2132-1).
2. Tome 2, 1999  (ISBN 978-2-8001-4012-4)[1].
3. Tome 3, 2007  (ISBN 978-2-8001-4004-9).

## Récompenses
- 1996 :  Prix Max et Moritz de la meilleure publication de bande dessinée importée

### Documentation
- Frank (int. par Thierry Tinlot), « Broussaille : Sur la paille ? », Les Cahiers de la BD, no 88,‎ mars 1990, p. 44-45.